# IJsbrand Hendrik de Zeeuw
IJsbrand Hendrik de Zeeuw  (Ridderkerk, 27 januari 1923 — Bussum, 7 april 1975) was een Nederlands politicus voor de Anti-Revolutionaire Partij.
De Zeeuw was per 1 januari 1959 benoemd tot burgemeester van Andijk. Op 1 juni 1966 werd hij burgemeester van Enkhuizen, waarna hij op 1 november 1974 burgemeester van Bussum werd. Slechts enkele maanden later overleed hij op 52-jarige leeftijd.
IJsbrand Hendrik de Zeeuw trouwde op 14 maart 1945 te Klaaswaal met Ingetje Trijntje Dubèl, het paar kreeg zeven kinderen.